# Kolekcija (Drago Mlinarec)
2007.g. izlazi box set Kolekcija u izdanju "Croatia Recordsa". Na njemu se nalaze svi studijski solo albumi Drage Mlinarca na osam CD-a  (izvorno objavljeni sedamdesetih i osamdesetih godina 20. stoljeća za "Jugoton"). Albumi su digitalno remasterizirani, a u kartonskoj kutiji osim albuma nalazi se i knjižica na 136 stranica s informacijama o albumima, fotografijama, esejem Dražena Vrdoljaka te dužim autobiografskim tekstom samog Mlinarca.

## Popis albuma

#### CD1:A ti se ne daj
1. Pop pjevač
2. Moje lađe
3. Srebri se mraz
4. Ja sam feniks
5. A ti se ne daj
6. Bar dok si tu
7. Izgleda ostat ćeš sam
8. Grad
9. Posmrtna osveta

#### CD2:Pjesme s planine
1. Noćna ptica
2. Pjesma o njenim snovima
3. Trebao sam, ali nisam
4. Pjesme s planine
5. Skladište tišine
6. Otac i sin
7. Dijete zvijezda

#### CD3:Rođenje
1. Rođenje
2. Helena lijepa i ja u kiši
3. Pjesma o djetinjstvu
4. Kule od riječi
5. Jur nijedna na svit vila
6. Pjesma povratnika
7. Tema iz "Pozdrava"

#### CD4:Negdje postoji netko
1. Negdje postoji netko
2. Gdje je istina
3. Zelen kao zelena trava
4. Caracas
5. Jedrenjak
6. Polja
7. Cvrkut ptica

#### CD5:Sve je u redu
1. Mora da sam bio mlad
2. Prašnjav prostor
3. Svi sve znaju
4. Glas s broja 514 913
5. Penzioneri
6. Ne brini doktore
7. Cirkus
8. Cesta

#### CD6:Tako lako
1. Tako lako
2. Stranac
3. Jezera
4. Ovce
5. Prijatelj
6. Vjetar s juga
7. San
8. Nostalgija

#### CD7:Sabrano
1. Noćna ptica
2. Besciljni dani
3. Grad
4. Trkalište
5. Glas s broja 514 913
6. Osmijeh
7. Povratak
8. Trebao sam, ali nisam
9. Pjesme s planine
10. Prolazi jesen

#### CD8:Pomaknuto
1. Volim ih
2. Žice i antene
3. Kriza
4. Urlik Skrutten
5. Opera
6. Plastiku ljubim
7. Što bi bilo da te nema
8. 2 u 8 / 5 do 8